# Нінурта

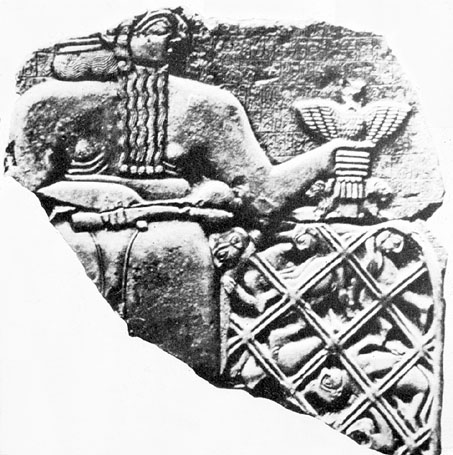
Нінурта

Нінурта (Нініб, Марутташ) — в шумеро-аккадській міфології син Енліля та Нінліль, бог щасливої війни, богатир богів. Нінурта ототожнювався з планетою Сатурн. Символом бога був скіпетр, увінчаний двома левиними головами. Нінурта тотожний богу Нінгірсу.
Родинні зв'язки:
- Дружина — богиня Гула, богиня зцілення та медицини;
- Брати — боги підземного царства Нерґал і Ніназу.

Нінурта також шанувався як покровитель землеробства та скотарства (в шумерських гімнах його називають «землероб Енліля»), існує «Повчання Нінурта», написане від імені Енліля, в якому він вчить свого сина різноманітної господарської діяльності.

## Зображення
Нінурта зображався воїном з луком і стрілами, що стискає шарур - чарівну балакучу булаву. Іноді він поставав із войовничо піднятими крилами за спиною. У вавилонському мистецтві його нерідко показано тим, хто стоїть на спині або сидить верхи на звірі з тілом лева і хвостом скорпіона. 

## Див. Також
- Нінурта-кудуррі-уцур — ім'я деяких царів Вавилонії.